# مطار خوهان
مطار خوهان ((بالفارسية: فرودگاه خواهان) (بالإنجليزية: Khwahan Airport)‏) (إياتا: KWH، إيكاو: OAHN) هو مطار مخصص للاستخدام الخاص يقع بالقرب من خوهان في ولاية بدخشان في أفغانستان.

## روابط خارجية
- سجل المطار لمطار خوهان في Landings.com.